# Mural przy Piotrkowskiej

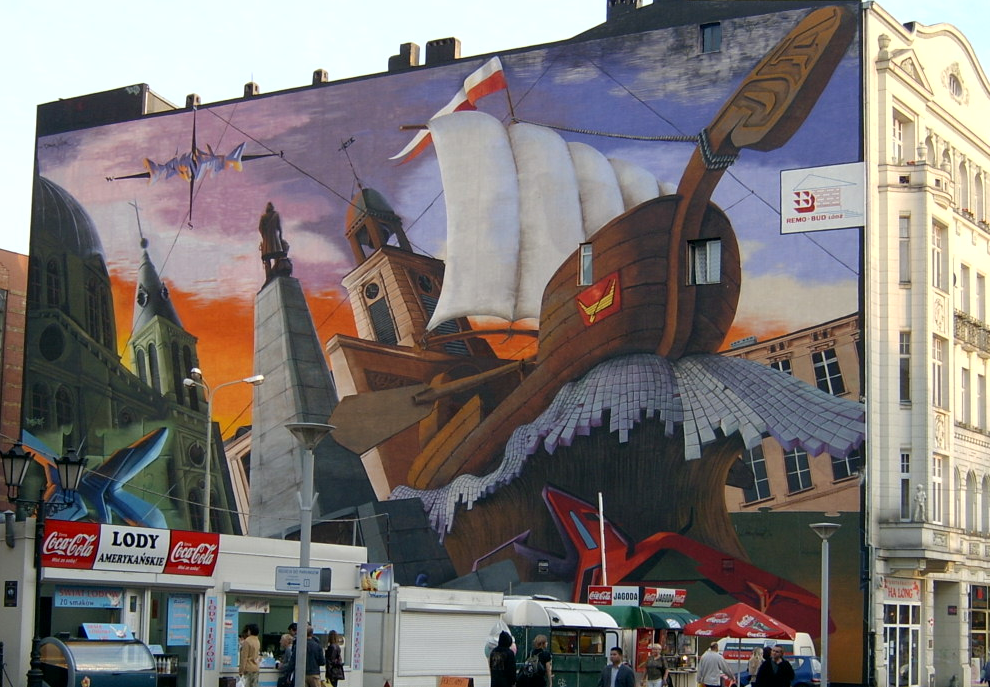
Rekordowo wielki mural przy Piotrkowskiej

Mural przy Piotrkowskiej – mural znajdujący się w Łodzi na ścianie kamienicy przy ulicy Piotrkowskiej 152.
Pomysł namalowania tak dużego muralu zrodził się w 2000 roku podczas akcji "Kolorowa Tolerancja". Pomysł malowidła zajmującego 600 metrów kwadratowych został zaakceptowany w sierpniu 2001. Realizacja rozpoczęła się we wrześniu, a malunek ukończono 26 listopada.
Początkowo miało powstać malowidło pod tytułem "Łódź zwycięska", na którym miał widnieć okręt płynący po oceanie zaraz po zwycięskiej bitwie z innym, tonącym już, statkiem. Ten pomysł nie został jednak zaakceptowany, z uwagi na "mało miejski; ze zbyt małą ilością elementów kojarzących się z ulicą Piotrkowską".
Autorami gigantycznego muralu są członkowie grupy Design Futura. Na stworzenie malowidła o wymiarach 30 m długości i 20 m wysokości zużyto około 2000 puszek ze sprayem.
Obecnie (2012) jest to jeden z największych graffiti-murali w Europie (po namalowaniu w 2001, był to największy mural na świecie).